# Liberio (prefecto pretoriano)
Pedro Marcelino Félix Liberio (c. 465-c. 554) fue un aristócrata y oficial romano cuya carrera abarcó siete décadas en los más altos cargos tanto del Reino ostrogodo como del Imperio bizantino. Ocupó los más altos cargos gubernamentales en Italia, las Galias y Egipto, «un logro que no se registra a menudo: ¡Julio César y Napoleón Bonaparte son los únicos paralelos que me vienen a la mente!» como señala James O'Donnell en su estudio biográfico sobre Liberio. Se involucró como embajador durante la guerra gótica para el Imperio bizantino y, por dos veces, una vez registrada por Jordanes, participó en expediciones militares en nombre del emperador Justiniano I.

## Orígenes
Se desconoce el origen exacto de Liberio, pero se especula que procedía de Liguria. Su familia ciertamente no pertenecía a la clase alta senatorial de Italia. Estaba casado con Agrecia y tuvo varios hijos y una hija. Casi nada se sabe de ellos, excepto que uno de sus hijos, Venancio, fue nombrado cónsul en 507 y ocupó el cargo ceremonial de protectores domestici algún tiempo después.

## Carrera política bajo los godos

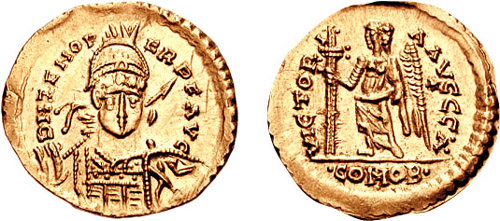
Sólido del rey bárbaro Odoacro.

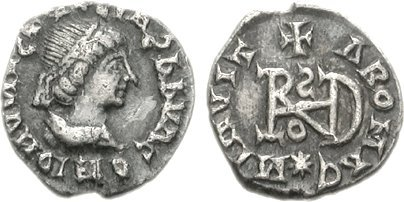
Siliqua de Teodorico el Grande.

Después de la deposición del emperador romano de Occidente, Rómulo Augústulo, por Odoacro en 476, la administración romana en Italia continuó funcionando bajo su gobierno. Continuó estando compuesto únicamente por romanos, ya que se adhirió a la pretensión de que Italia todavía era nominalmente parte del imperio. Varias familias senatoriales continuaron sirviendo en altos puestos administrativos, y el joven Liberio siguió esta tradición. A pesar de su juventud, parece haberse distinguido, porque en 493, después de la muerte de Odoacro, el nuevo señor de Italia, el ostrogodo Teodorico el Grande, lo nombró prefecto del pretrorio de Italia, el cargo civil más alto. Continuó sirviendo en esta capacidad hasta 500, cuando se retiró y luego se le otorgó el estatus de patricio. Su mandato fue un éxito, ya que demostró ser capaz de manejar los asuntos financieros y los temas delicados del asentamiento godo, algo que se refleja en los elogios que recibió de sus contemporáneos, Enodio de Pavía y Casiodoro.
En 508, Teodorico conquistó el territorio de Provenza, en el sur de la Galia, y en 510 decidió restablecer la extinta prefectura del pretorio de las Galias para administrar el territorio, con sede en Arlés. Teodorico eligió a Liberio para el puesto, una señal de la confianza del rey en su habilidad y lealtad. Liberio ocupó su cargo hasta 536, cuando regresó a Italia, el período más largo registrado para un cargo tan alto. Su principal responsabilidad parece haber sido la pacificación de la nueva y devastada provincia, una tarea que parece haber cumplido. En esto fue asistido por un obispo leal, Cesáreo. A mediados de la década de 520, Liberio fue apuñalado en el abdomen con una lanza durante un ataque visigodo, y estuvo a punto de morir. La llegada del obispo lo curó «milagrosamente», y se cuenta un episodio similar sobre su esposa, Agrecia. Posiblemente en un gesto de gratitud por su salvación, construyó una nueva catedral en Orange, donde en 529 se celebró el Segundo Concilio de Orange; La firma de Liberio aparece primero en la lista de laicos que respaldaron los actos del concilio. También fundó un monasterio cerca de Alatri, a 64 kilómetros al sur de Roma. Este monasterio se ha identificado con el de san Sebastián, que se encuentra todavía en pie a 3 kilómetros de Alatri.

Mapa de los movimientos militares durante os primeros años de la Guerra gótica.

Después de la muerte de Teodorico en 526, se le otorgó el título de patricius praesentalis, que para O'Donnell «representa el único caso conocido en la historia del Reino ostrogodo en el que un civil recibió un mando militar significativo». Alrededor de 534, sin embargo, Liberio estaba de regreso en Italia. En ese momento, el reino enfrentó una disputa de sucesión. Con la muerte del rey, su nieto Atalarico fue coronado. Como era apenas un infante, su madre Amalasunta asumió la regencia. Sus estrechas relaciones con el emperador romano de Oriente Justiniano I, sin embargo, lo hizo impopular. El joven rey, mientras tanto, se entregó a los placeres, que debilitaron su constitución, resultando en una muerte prematura en octubre de 534. Amalasunta, tratando de fortalecer su posición, nombró a su primo Teodato como rey. Teodato depuso y arrestó rápidamente a Amalasunta, y ejecutó a sus asociados más cercanos. Liberio, junto con el senador Opilio, fueron enviados a Constantinopla para informar a Justiniano, así como cartas que retrataban una versión más ligera de los hechos. Al llegar al puerto de Avlona, se reunieron con Pedro, el emisario imperial y le contaron lo que realmente estaba pasando. La noticia del cautiverio de Amalasunta, seguida de su asesinato, le dio a Justiniano un pretexto para lanzar una campaña contra los godos en Italia, comenzando la larga y devastadora guerra gótica. Liberio fue recibido con honor en Constantinopla y no regresó a Italia.

## Al servicio de los bizantinos

El Imperio bizantino a la muerte de Justiniano.

A pesar de su avanzada edad, Liberio, debido a sus credenciales impecablemente ortodoxos, fue elegido como el nuevo prefecto de Egipto alrededor de 538, con la tarea de suprimir los monofisitas locales, junto con una comisión eclesiástica bajo el futuro Pelagio I. Según la información proporcionada por Procopio en su Anécdota, su paso por Egipto fue problemático, tanto por su desconocimiento de las realidades locales como por la injerencia de la corte imperial, incluida una disputa con su sucesor, Juan Laxario. A su regreso a Constantinopla en 542, Liberio se enfrentó a una investigación senatorial, pero logró defender con éxito sus acciones.
En Italia, la situación se estaba deteriorando rápidamente para el imperio. El rey Totila había reconquistado gran parte del país y amenazaba Sicilia. En 550, después de muchas dudas, Liberio fue enviado con un ejército a la isla. Logró desembarcar y sitiar la ciudad de Siracusa, pero su inexperiencia militar no le permitió realizar operaciones significativas contra los godos. A pesar de ello, abandonó la ciudad con su ejército y se dirigió a Palermo donde, en el 551, fue reemplazado por el general Artabanes.
Durante este tiempo, una guerra civil estalló en el Reino visigodo, entre los partidarios de Atanagildo y el Agila I. Atanagildo pidió ayuda a Justiniano I, y el emperador envió un pequeño ejército de 2000 hombres a Hispania, lo que ayudó a Atanagildo a prevalecer, y en 554 fue coronado rey de los visigodos. Los bizantinos tenían muchas posesiones, aproximadamente iguales a la antigua provincia de Bética, ahora Provincia de Spania, y los visigodos reconocieron la soberanía del emperador. Jordanes, escribiendo en 551, cita que esta fuerza fue dirigida por Liberio. Algunos historiadores, incluido J.B. Bury, aceptan el comentario; O'Donnell, sin embargo, señala que regresó a Constantinopla después de ser reemplazado por Artabanes, y estuvo allí en mayo de 553 cuando participó en el Segundo Concilio de Constantinopla, lo que no le habría dejado tiempo para una campaña en Hispania. Allí trató de persuadir al papa Vigilio para que se uniera al consejo y aceptara los cargos del emperador.
Por su largo y distinguido servicio al imperio, Liberio fue uno de los hombres recompensados por Justiniano en la Pragmática Sanción el 13 de agosto de 554, otorgándole vastas propiedades en Italia; O'Donnell señala que es el último documento que tenemos sobre la vida de Liberio que se escribió durante su vida. Probablemente en ese mismo año, Liberio murió y fue enterrado en Ariminum. Sus hijos erigieron sobre su tumba una inscripción funeraria que O'Donnell describe como «ordinaria, incluso banal: en completo acuerdo con las más vacías tradiciones del género».